# 法国行政区划

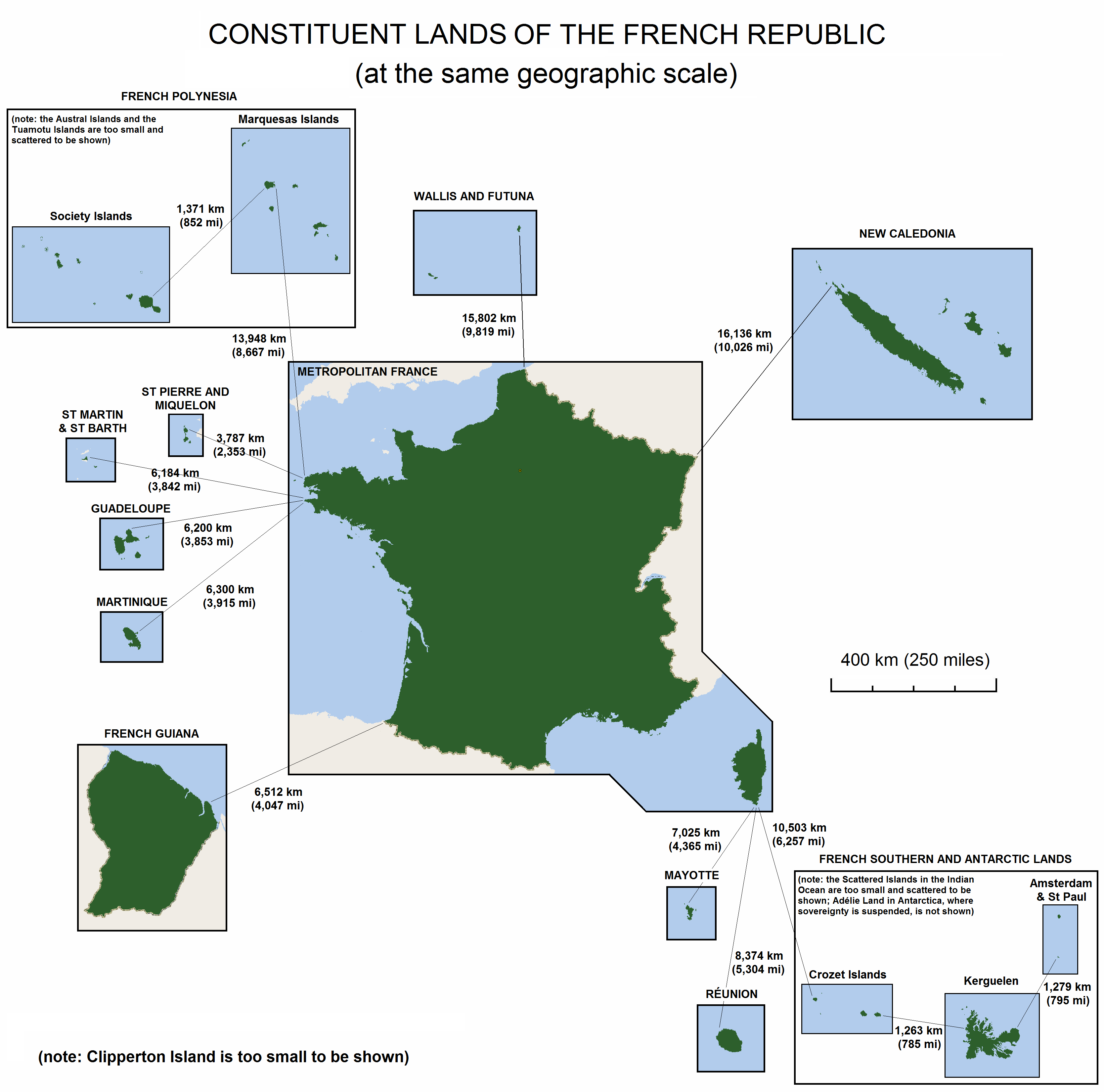
法国领土全图（包括海外属地），所有领土均用同一比例展示（点开可看大图）

法国行政区划是指法国的行政和机构的划分。

## 法国本土
| 法国本土行政区 | 法国本土行政区            | 法国本土行政区            | 法国本土行政区              | 法国本土行政区          |
| -------------- | ------------------------- | ------------------------- | --------------------------- | ----------------------- |
| 一级           | 大区                      | 大区                      | 大区                        | 科西嘉 （单一领土集体） |
| 二级           | 省                        | 省                        | 里昂大都会 （特殊地位集体） | 科西嘉 （单一领土集体） |
| 三级           | 区                        | 区                        | 区                          | 区                      |
| 共同体         |                           |                           |                             |                         |
| 四级           | 市镇                      | 市镇                      | 市镇                        | 市镇                    |
| 四级           | 市区 （巴黎、马赛、里昂） | 市区 （巴黎、马赛、里昂） | 其他市镇（无）              | 其他市镇（无）          |

法国本土指的是位于欧洲不包含海外属地的法国领土，按级别划分为（截止2016年）：
- 13个大区（région）：其中包括特殊的科西嘉集体。過去大區共有21個，2016年後合併部分大區成為13個大區。大区是最大的行政划分區，由大区议会（conseil régional）管理。大区议会每六年由直接普选产生，議會参与经济和社会领域的大多数事务的管理和财政拨款。每一个大区还有一位大区区长（préfet de région），由政府提名，他的任务為负责該行政区域的政权，例如统筹公共安全事务等。科西嘉地方行政区域的地位较特殊，跟一个大区相当，但拥有更多权力。
- 96个省（département）其中2个领土集体（collectivité territoriale）：省是比大区低一级别的行政区域，每个大区包括数个省。跟大區相似，省由每六年直接普选产生的省议会（conseil général）管理和对其经济和社会领域的事务进行财政拨款。各省是在1790年法国大革命中建立，标准之一是所有的公民能够在一天内到达专区政府所在地。今天，省的职责范围经常與大区重疊。同大区相似，每个省有一个省长（préfet）管理行政事务。
- 322个区（arrondissement）（或省区（arrondissement départemental），以与“市区”区别）：每个法国省份又分割为数个区，驻有区长（sous-préfet），职责是辅佐省长的事务。
- 36529个市镇（commune）：市鎮在大多数情况下是最小的行政划分區，对应一个鄉村或者城市。即使一大市镇涵盖了数个縣，也只屬于一個省的區（arrondissement départemental）。市镇由选举产生的市议会（conseil municipal）治理，后者由市长（maire）主管。他们的权限不一，拥有自己的财政预算。人口最多的三个市镇（巴黎、马赛、里昂）又划分为市区（英语：Municipal arrondissements of France）（arrondissement municipal）——巴黎20个、马赛16个、里昂9个，相当于附属市镇（sous-commune），拥有（市区的）区长（maire）和区议会（conseil municipal d'arrondissement）。某些市镇也同时涵盖数个居民点、村庄或镇（bourg）：这些镇通常源于极少有人居住的居民点、或是地处过于偏僻而无法安置自治行政管理机构，因而归于邻近的市镇，同时也可能来源于人口迁移计划，例如有一些“新城”被建立在一個或數個市鎮區塊上，或是基于山区中的车站而建。

县（canton）是曾经的行政区，位于区与市镇之间，如今作为省级选区存在。2013年5月17日法律颁布之后，县的行政区属性被取消。
法国是一个单一制国家，上述的任何部分都不握有主权。这种划分方法，对于省、区、縣和市镇可以追溯至1789年；而大区是比较晚近的划分，建立于第五共和成立後，通過成立大區削弱省及市鎮的地方權力，然后从省行政权的联合发展成为带有议会和独立预算的地方行政区域。过量的市镇以及實質上有冗贅之虞的劃分制度（大区 － 省），向來引發關于重新劃分的讨论，然而到目前为止，甚未有任何新的模式被考量過。

### 市镇公共合作组织
由于在县和省之间缺乏具有实际权力的行政部门，为了改善各邻近市镇在公共交通、经济区域等方面的合作，自90年代开始法国许多地方出现了市镇联合体（法語：Intercommunalité，又译共同体），整合了不同层次的协作。有32223个市镇（即88.1%的法国本土市镇）归入2510个共同体：
- 21个都会区（métropole），其中2个（大巴黎都会区和艾克斯-马赛-普罗旺斯都会区）具有特殊法人地位：等级最高的市镇间合作，针对位于一个至少65万人口的城市的周围，40万以上居民规模，职能甚广，包括经济规划、交通管理、用水管理、垃圾处理等等。
- 11个城市公共社区（communauté urbaine），等级第二高的市镇间合作，下辖多于50万个居民，并且包含至少一个人口多于5万的城市，职能甚广，包括经济规划、交通管理、用水管理、垃圾处理等等。
- 222个城市圈公共社区（communauté d'agglomération），针对位于一个至少15000人口的城市的周围，5万以上居民规模的社区，职能通常比城市社区小。
- 1009 个市镇公共社区（Communauté de communes），没有人口限制，职能更小。

## 法国海外大区及海外属地
| 法国海外行政区（不含属国） | 法国海外行政区（不含属国） | 法国海外行政区（不含属国） | 法国海外行政区（不含属国） |
| -------------------------- | -------------------------- | -------------------------- | -------------------------- |
| 一级                       | 大区 省                    | 大区 省                    | 大区 省                    |
| 二级                       | 大区 省                    | 大区 省                    | 大区 省                    |
| 三级                       | 区                         | 区                         | 马约特（无）               |
| 四级                       | 县                         | 马提尼克（无）             | 县                         |
| 共同体                     |                            |                            |                            |
| 五级                       | 市镇                       | 市镇                       | 市镇                       |

法兰西共和国也有位处法国本土之外的不同行政级别，这些级别大致对应于它们相对本土独立的程度。

法國領土全圖(包括海外屬地，不含南極領地)

### 海外大区（省）
在法国有5个海外大区（régions d'outre-mer）：瓜德罗普、法属圭亚那、马提尼克、留尼汪、馬約特。自2003年，这些大区与本土的大区有着同样的地位。但它们也同样是一个海外省（département d'outre-mer），自從1946年。这个新的單一省结构（既是大區亦是省）或许随着大区议会和省议会的合并而将要消失，除非有新的省份建立（有提议在留尼汪的南部新建立一个省，使得该大区由两个省组成），不过目前尚處於假設階段。
这些海外大区被进一步划分为：
- 12个区
- 172个縣
- 129个市镇

（縣的数量多于市镇的数量，与法国本土恰好相左）
同样，每个行政划分和它们本土的同级有对等的地位。
另外，至2005年1月1日，共有15个共同体结构，集合了88个市镇（77.2%的海外市镇）：
- 9个城郊共同体
- 6个市镇共同体

### 海外行政区域
法国有5个地位各异的海外行政区域：
- 法属波利尼西亚，被命名为一个“海外属国”（pays d'outre-mer），具有一个相当自治的地位。它有一个地方政府，由“法屬玻里尼西亞主席”（président de la Polynésie française）领导。它的居民具有特殊公民身份，可以投票选举地区议会，后者拥有有限的法律权力。地方政府同样可以与各国及各国际组织谈判协议。法属波利尼西亚下辖5个子行政区域（subdivision administrative），下分48个市镇。

- 圣皮埃尔和密克隆群岛具有一个接近与省的地位，有一个议会。它的地域被分为两个市镇，没有行政区或乡级划分。

- 瓦利斯和富图纳群岛拥有一个特别的地位。这块领土由三个王国组成：阿洛（Alo）、锡加韦（Sigavé）和乌韦阿（Uvéa），同时定界了三块区域（circonscription）。三个王国的国王负责地区委员会，后者还包括三名来自法国的国家代表。立法機關為普选产生的单院制地区议会。人口最多的乌韦阿区域被分为三个区：Hahaké、Hihifo及Mua。瓦利斯和富图纳群岛既没有行政区，也没有縣、镇等行政区划。

- 圣马丁岛的法屬部分於2007年2月22日脫離瓜德羅普成為獨立的海外行政區域。

- 聖巴泰勒米島同樣於2007年2月22日脫離瓜德羅普成為獨立的海外行政區域。

马约特曾經与一个省相当，拥有一个省议会。根据2001年7月11日法律，它确切地应为一个“省级行政区域”（collectivité départementale），但其已於2010年选择成为全权的法国海外省。东非国家葛摩也宣称对马约特拥有主权。

#### 新喀里多尼亚
新喀里多尼亚的地位是一个“特别行政区域”（Collectivité spécifique），拥有很大的自治权。它有一个地区议会，选举产生其政府。新喀里多尼亚的法律自治权目前是所有法国海外领土中最大的。它下分3个行省和33个市镇。依據《努美阿協議》，新喀里多尼亚於2018年、2020年及2021年舉行公投，结果为不同意独立。

### 其他海外属地
另外仍有其它类型的行政结构对应于法兰西共和国的领土，由于它們缺乏常住人口，並无法组织地方选举：
- 法属南部和南极领地，划分为5块区域：凯尔盖朗群岛（les îles Kerguelen），阿姆斯特丹岛和圣保罗岛（l'île Amsterdam et l'île Saint-Paul），克罗泽群岛（les îles Crozet）、南极阿黛利地（la terre Adélie）和法属印度洋诸岛。它们从前由巴黎的一个高级行政官员直接管理，从2004年12月起由驻在留尼汪的一名省长管理。
  - 由于法国已在1959年签订《南极条约》，條約第四條擱置對南極的領土声索。

- 克利珀顿岛，太平洋公海上的荒岛，它被列入国家公有财产列表中，由法國海外部部長管轄（2007年前由駐法属波利尼西亚高级专员托管）。

## 法国公民身份
法国公民资格的定义在所有的法国领土上，包括海外领土是相同的。所有的法国公民在他们居住的地点投票参加国家选举（总统选举），他们的权利在参议院及国民议会中得到诉诸。

## 欧洲联盟
法国本土及其海外大区是欧洲联盟的组成部分，海外大区被认为是后者的外围区域（régions ultrapériphériques）。
其他区域不属于联盟领土，但是他们具有法国国籍的居民参与欧洲选举。某些关于欧盟的条约可以在这些地方应用，比如马约特和圣皮埃尔和密克隆群岛使用欧元。但法屬玻里尼西亞與新喀里多尼亞則是使用與歐元掛勾的太平洋法郎。

## 旧的分區
在1789年法国大革命之前，法国划分为各个行省。专名“海外领地”（territoire d'outre-mer）自从宪法於2003年3月28日修改之后失去法律效力。